# Thomas Cook Airlines
Thomas Cook Airlines era una compagnia aerea leisure britannica con sede a Manchester, in Inghilterra del Thomas Cook Group. Serviva le principali località di vacanza in tutto il mondo, dalle sue basi principali presso l'Aeroporto di Manchester e l'Aeroporto di Londra-Gatwick. Operava anche voli da altre otto basi in tutto il Regno Unito: Belfast-Aldergrove, Birmingham, Bristol, Cardiff, Nottingham-Midlands Orientali, Glasgow, Londra-Stansted e Newcastle upon Tyne.
Nel 2018 trasportò 8 092 208 passeggeri, gestendo una flotta di 35 Airbus durante l'alta stagione.
Thomas Cook Airlines Limited deteneva una licenza particolare dalla Civil Aviation Authority britannica che le permetteva di trasportare sia passeggeri, sia posta e sia merci sugli aerei con più di 20 posti a sedere, dunque in tutti gli aerei della flotta.
Thomas Cook Airlines ha interrotto tutte le operazioni di volo la notte 23 settembre 2019 dopo un mancato accordo coi creditori che ha imposto alla società madre l'ingresso in amministrazione straordinaria.

## Storia
L'attuale Thomas Cook Airlines è stata fondata nel 2008, ma tutto iniziò nel 1999, quando venne fondata l'iniziale Thomas Cook Airlines. Questa compagnia restò attiva fino all'inverno 2007, quando acquistò la compagnia MyTravel Airways.

## Destinazioni
La Thomas Cook Airlines raggiungeva quasi tutti i continenti, anche se i voli sono principalmente concentrati tra Europa, soprattutto in Regno Unito, Spagna e Grecia, e Nord America, specialmente in Canada. Thomas Cook Airlines raggiungeva anche Africa e Asia.

## Flotta e livrea

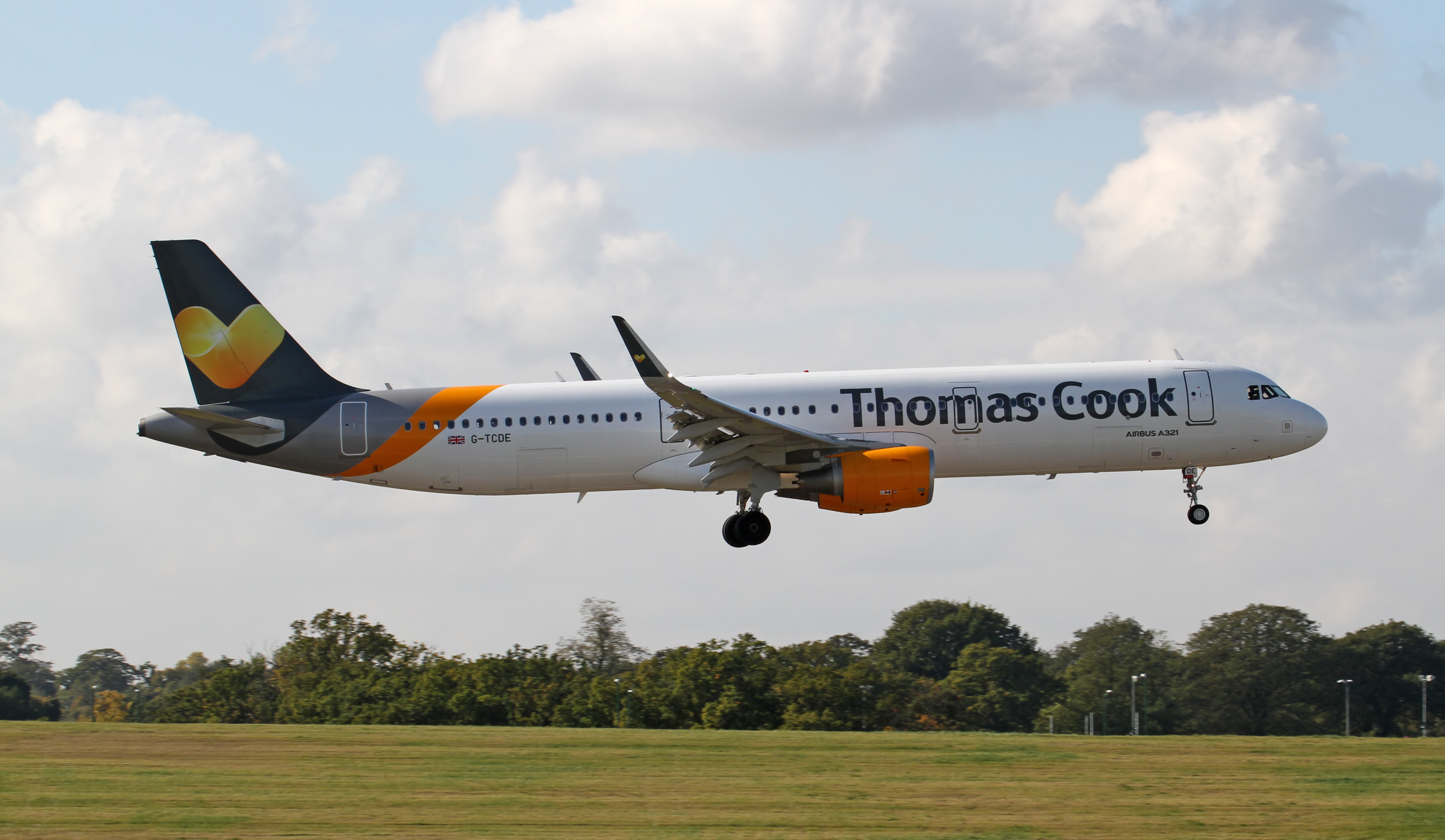
Un Airbus A321-200 della Thomas Cook Airlines.

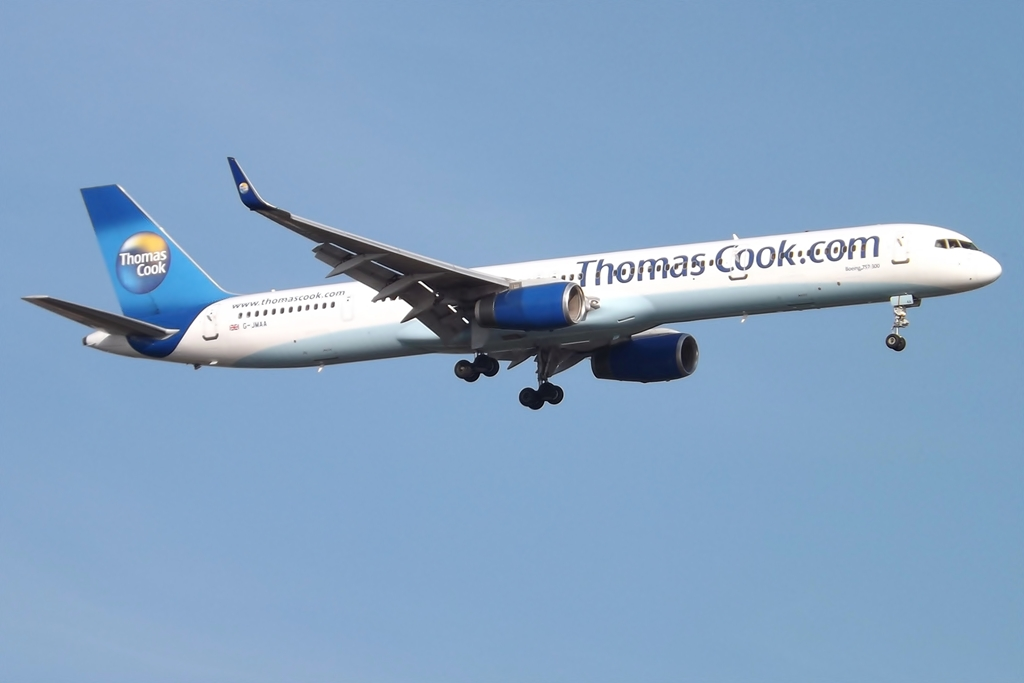
Un Boeing 757-300 della Thomas Cook Airlines.

### Flotta
La flotta di Thomas Cook Airlines, nel 2019, era composta dai seguenti aeromobili:
| Aereo           | In Servizio | Ordini | Passeggeri | Passeggeri | Passeggeri | Note |
| Aereo           | In Servizio | Ordini | P          | Y          | Totale     | Note |
| --------------- | ----------- | ------ | ---------- | ---------- | ---------- | ---- |
| Airbus A321-200 | 27          | —      | —          | 220        | 220        |      |
| Airbus A330-200 | 7           | —      | 49         | 261        | 310        |      |
| Totale          | 34          | —      |            |            |            |      |

### Livree
La tipica livrea Thomas Cook Airlines era bianca con la scritta Thomas Cook in blu-oceano applicata sulla fusoliera, sul timone lo sfondo blu-oceano con l'immagine di un globo, in cui il cerchio che lo delimita si vede bene, mentre all'interno di esso i "continenti" sono offuscati. All'interno del globo vi è la scritta bianca Thomas Cook. La scocca dei motori veniva pellicolata di blu-oceano, in tinta col resto dell'aereo.
Era presente anche una livrea speciale, applicata su un Airbus A330: simile all'altra, non ha il blu-oceano sui motori e sul timone, che sono bianche. Sul timone, infatti, rimane solo il mondo offuscato con all'interno la scritta bianca Thomas Cook. Sulla fusoliera rimane la scritta Thomas Cook colore blu-oceano come nell'altra livrea.